# The Wailers
The Wailers es un grupo jamaicano de reggae que fue liderado por el vocalista y guitarrista Bob Marley, por un gran tiempo.

## Historia
El conjunto fue fundado en Kingston, Jamaica en 1963, y sus fundadores fueron: Robert Nesta Marley (conocido como Bob Marley), Junior Braithwaite, Beverley Kelso, Neville Livingston (conocido como Bunny Wailer), Winston Hubert McIntosh (conocido como Peter Tosh) y Cherry Smith. El núcleo de The Wailers, tal y como se dio a conocer al mercado musical internacional, se configuró entre 1969 y 1970, en torno al trío Marley/Tosh/Livingston, con las aportaciones de los hermanos Aston y Carlton Barrett, procedentes de la banda The Upsetters. 
Estos acompañaron al fallecido Bob Marley durante sus álbumes de los años setenta para Island Records; unos trabajos que acercaron el reggae jamaicano a la audiencia internacional por primera vez, y que aún siguen siendo una referencia para el reggae que ha venido después. El éxito de The Wailers, además del de su líder y cantante, se consagró también gracias a sus creencias en Rastafari y a su sección rítmica de la música contemporánea que formaron Aston 'Family Man' Barret (bajo) y su hermano, el desaparecido Carlton (batería). 
La que fue sección de vientos habitual para las grabaciones y directos de Marley, formada por Nambo-Robinson (trombón), Chico Chin (trompeta) y Everton Gayle (saxo), se reunió para integrarse en esta clásica y a la vez reforzada y renovada Wailers Band. Richacha considerado uno de los grandes baterías africanos de reggae, y el teclista habitual de Family Man, Earl 'Natty' Fitzsimmons, se incorporaron también a la banda. El sonido original sobrevivió, no solo al fallecimiento del propio Marley, sino también a las muertes violentas de Carlton Barrett y Peter Tosh y al oscuro entramado judicial sobre la herencia del rey del reggae. Tras el caos que siguió a la muerte de su primer líder, los Wailers tocaron con Stevie Wonder en el Reggae Sunsplash de 1982, un acontecimiento que les animó a congregarse de nuevo con el núcleo básico de Family Man, Wya Lindo, Carlton y el guitarrista Junior Marvin, también como cantante. 
Bajo la batuta de Family Man, se edificaron las carreras de los hijos de Bob Marley -Ziggy Marley & The Melody Makers- e incluso la de la madre de Marley, Cedella Booker. Mientras Island Records preparaba 'Legend' -el disco más vendido en el mundo hasta hoy-, los Wailers, junto a las famosas coristas I Threes (Rita Marley, Marcia Griffiths y Judy Mowatt) y el otro teclista de Wailers, Tyrone Downie, compartiendo funciones vocales con Junior, se embarcaron en una gira mundial para promocionar y dar soporte a esta compilación.
Más tarde, Wailers colaboraron con artistas conn Little Roy, Peter Broggs, John Denver, la gran estrella del reggae africano Alpha Blondy, el cantautor brasilero Gilberto Gil y diferentes miembros de la familia Marley. A finales de 1986, protagonizaron el Reggae Sunsplash mientras trabajaban en material propio. Este tiempo coincidió con la apertura del Museo Bob Marley en el 56 de Hope Road. Mikey 'Boo' Richards reemplazó a Carlton tras su desaparición, mientras el percusionista de Third World, lrvin 'Carrott' Jarret entraba también en la formación. En 1989 realizaron su primer álbum sin Marley, 'I.D.' (Atiantic), tras siete años de incertidumbre. 
En 1996 apareció 'Jah Message' (RAS), producido por Familyman. Tyrone volvió a hacerse cargo de la parte vocal, siendo reemplazado sucesivamente por Elan Atias y por vocalista del grupo City Heat, Gary "Nesta" Pine, que los acompañó en esta gira de 1999. En Italia, se unieron a los Fugees en una improvisada 'No woman no cry', un gesto que fue recompensado por lor raperos con una actuación conjunta en los premios Grammy. En 2000, celebrando su 30 gira mundial, estaban al bajista y líder de la banda, Aston 'Family Man' Barret, así como a los componentes originales: el teclista Earl 'Wya' Lindo, el guitarrista Al Anderson y el percusionista Alvin 'Seeco' Patterson.
El trabajo de Familyman al margen de Wailers fue objeto de recuperación por parte de sellos como Blood and & Fire y Pressure Sounds. En marzo de 1999, Heartbat editó dos álbumes retrospectivos (distribuidos en España por Karonte) de las pioneras producciones de Familyman: 'Cobra Style From The Wailers 'Musical Director' y 'Familyman in dub'. Una selección clásica de estos álbumes forman parte del repertorio de sus conciertos en esta gira. En noviembre de 2007 brindaron un concierto en El Salvador y posteriormente una gira Latinoamérica. Durante el 2007 y 2008 hubo una serie de retiros de la banda, quedando finalmente solo 'Familyman' de la formación inicial.
En 2010 iniciaron su gira de 40 aniversario, con Danglin y el cubano Koolant como cantantes, tras el fin de Elan Atias en esa función, para iniciar su carrera en solitario.

## Discografía[1]
- Live Forever [2011]. Grabación del último concierto de Bob Marley and The Wailers el 23 de septiembre de 1980 en Stanley Theatre, Pittsburg, PA (Estados Unidos).

- One Love: The Very Best of Bob Marley [2001]. Coincidiendo con el aniversario de la muerte del legendario compositor jamaicano, se lanza un nuevo recopilatorio para dar relevo al también mítico "Legend".

- Talkin' Blues [1991]. Disco de grabaciones de mediados de los setenta. La mayor parte de las pistas son salidas de una radio de San Francisco, únicas grabaciones del primer viaje a América de la banda.

- Rebel Music [1986]. Recopilatorio.

- Legend [1984]. El álbum más conocido de Marley.

- Confrontation [1983]. Producido por Chris Blackwell y The Wailers. Este disco trata de mostrar el poder que tiene la música para conseguir la paz.

- Uprising [1980]. Mezcla temas religiosos y seculares; también crea una búsqueda muy potente a la espiritualidad en un mundo material.

- Survival [1979]. Álbum de solidaridad con África. El tema “Zimbabwe" se convirtió en todo un himno.

- Babylon by Bus [1978]. Posiblemente el álbum en vivo más potente en la historia del reggae, se grabó con The Wailers en diferentes conciertos alrededor del mundo en una gira que duró cerca de tres años.

- Kaya [1978]. Encontramos a un Bob diferente en una colección de temas de amor y, por supuesto, homenajeando la filosofía Rasta.

- Exodus [1977]. 48 horas después de escapar de las balas de un asesino, y tras tocar en Jamaica para acentuar la necesidad de la paz entre el caos, Marley se dirige a Londres donde graba “Exodus”. El disco permaneció en el Reino Unido durante 56 semanas en listas.

- Rastaman Vibration [1976]. Fue, y con mucho, la expresión más clara de la música y creencias de Marley, incluyendo el importantísimo tema “War” cuyo letra se utilizó en diferentes discursos políticos.

- Live! [1975]. Durante la gira de “Natty Dread” en el verano de 1975 se realizaran dos conciertos en el Lyceum Ballroom de Londres, dos conciertos que hoy en día se recuerdan como unos de los mejores de la década. El concierto fue grabado y más tarde se editó bajo el título “Live!”.

- Natty Dread [1974]. En las letras, Marley vuelca toda su pasión para comunicar ideas radicales cercanas a su creciente convicción de Rastafari. Un disco en el que se define lo que sería el reggae de ahí en adelante.

- Burnin' [1973]. Fue el primer álbum en la historia que conseguía arrasar, y escandilizar, a las tiendas de música desde el “Sgt. Pepper's Lonely Hearts Club Band” de The Beatles.

- Catch a Fire [1973]. Se convirtió en el debut internacional de la música reggae, y sigue siendo uno de los mejores discos del género.

- The Best Of The Wailers [1971]. Es una colección de canciones inéditas grabadas entre 1969 y 1970, algunas de sus primeras grabaciones.

- Soul Revolution [1971]. The Wailers mantienen su creatividad en la recreación de ritmos y estados de ánimo, las canciones aparentemente son más convencionales y menos combativas, siendo este disco en general más relajado.

- Soul Rebels [1970]. Es un ejemplo de reggae puro y duro, sin mayor pretensión, buen ejemplo del sonido primigenio de la música reggae y de Marley & Co.

- The Wailing Wailers [1965]. The Wailing Wailers es el álbum debut de The Wailers. Originalmente lanzado en 1965 y compilado a partir de varias grabaciones realizadas durante los años 1964-1965.